# Suceso (espacio-tiempo)

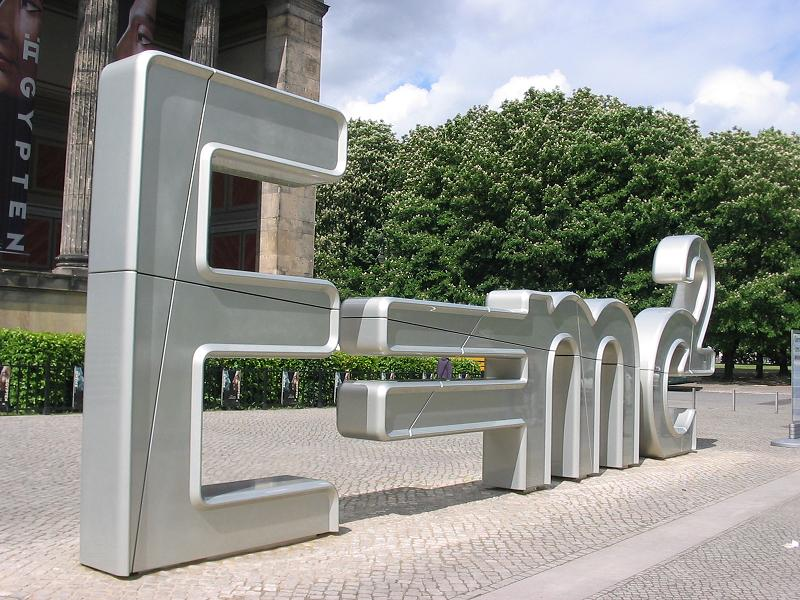
Famosa ecuación de la Teoría de la relatividad, Isla de los Museos (Berlín).

Un evento o un suceso en física es un punto del espacio-tiempo, o sea, está caracterizado por cuatro coordenadas. 
El concepto está intuitivamente ligado al de evento, por el hecho que puede ser identificado o señalado por el momento y el lugar en el que el hecho ocurre.
Imaginemos, por ejemplo, que vemos caer una hoja de un árbol. El evento Colisión {hoja , suelo} » puede ser caracterizado (tomando al planeta Tierra como referencial) por sus tres coordenadas espaciales (54° latitud norte, a 20° longitud este, y a 120 metros de altitud), y además por su coordenada temporal (UTC: 1 hora, 27 minutos, y 35,46 s).

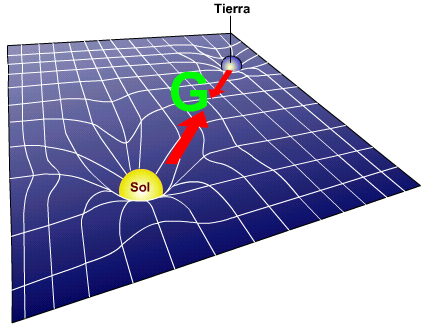
Según la Relatividad General, la gravitación no debe ser entendida como una fuerza de atracción, sino como una manifestación de la deformación de la geometría del espacio-tiempo, bajo la influencia de las masas gravitatorias allí existentes.

En relatividad restringida, el concepto de evento tiene una importancia capital : en esta teoría, las coordenadas de espacio y de tiempo no son independientes entre sí sino que están íntimamente ligadas. El tiempo ya no es más absoluto (como ocurría en la mecánica newtoniana), y un cambio de referencial para el observador, implicará también un cambio en las coordenadas del espacio-tiempo del evento en estudio (y no solamente de las tres coordenadas espaciales como en el caso de la mecánica newtoniana). En la mecánica relativista, el cambio de coordenadas al cambiar de sistema referencial, se hace a través de la transformación de Lorentz.
Fijemos las ideas. Miércoles 22 de febrero de 2006 (tomando ahora al Sol como referencial), exactamente a las 13 horas UTC, el péndulo del Big Ben entra en contacto con la campana en un punto bien preciso. Dicho punto del espacio-tiempo es llamado evento.
En un sistema de coordenadas, un evento del universo es descripto por cuatro números. Por ejemplo, en el sistema terrestre de coordenadas y la hora GMT, se deberá indicar latitud, longitud, altitud, e instante, y se dice que el espacio es cuatridimensional.
Un evento o un suceso en física es un punto del espacio-tiempo, o sea, está caracterizado por cuatro coordenadas.
El concepto está intuitivamente ligado al de evento, por el hecho que puede ser identificado o señalado por el momento y el lugar en el que el hecho ocurre.
Imaginar por ejemplo que se ve caer una hoja de un árbol. El evento « la hoja toca el suelo » puede ser caracterizado por sus tres coordenadas espaciales (por ejemplo, tomando al planeta Tierra como referencial, y dando valores específicos para fijar las ideas, el evento puede que ocurra a 54° latitud norte, a 20° longitud este, y a 120 metros de altitud), y además por su coordenada temporal (por ejemplo y para fijar las ideas, el 12 de enero de 2007 a 1 hora, 27 minutos, y 35,46 s).

## Notas y referencias

Diagrama de un espacio-tiempo no orientable en el tiempo.